# 呋喃核糖
呋喃核糖（英語：Ribofuranose）是指一種含有呋喃（furan）環結構的五碳糖（也稱核糖）。是許多生物化合物的組成物，例如與嘧啶或嘌呤組成核苷的核糖，就是呋喃核糖。此外本身以及其衍生物也常用於製藥。

## 外部連結
- ribofuranose from Online Medical Dictionary